# Ponto Crítico de Controle
Ponto Crítico de Controle (PCC): O Ministério da Agricultura e Pecuária (Mapa) define os pontos críticos de controle como sendo: “Qualquer ponto, operação, procedimento, etapas do processo de fabricação ou preparação do produto, onde se aplicam medidas preventivas de controle sobre um ou mais fatores. Com o objetivo de prevenir e reduzir os limites aceitáveis, eliminar os perigos para a saúde, para a perda da qualidade e a fraude econômica.”
Para produtos à base de frango, produtos empanados, o Controle da Qualidade da empresa, tem como padrões, para que o processo posso seguir em conformidade, temperaturas mínimas para que possa ser aceito, sendo as temperaturas -12°C  ou mais frio, para produtos à base de frango, e -18°C ou mais frio para produtos empanados à base de peixe. 
1. ↑  «LAR». www.lar.ind.br. Consultado em 24 de abril de 2016
2. ↑  https://www.gov.br/agricultura/pt-br